# Richard Davis (hudebník)
Richard Davis (15. dubna 1930 Chicago – 6. září 2023) byl americký jazzový kontrabasista a hudební pedagog. Vydal několik alb pod svým jménem, ale převážnou část jeho diskografie tvoří nahrávky, které nahrál jako sideman. Spolupracoval tak s mnoha hudebníky, mezi které patří Elvin Jones, Freddie Hubbard, Andrew Hill, Chico Hamilton, Dizzy Gillespie nebo Lou Donaldson, ale také hudebníci z jiných žánrů, jako například Bruce Springsteen, Van Morrison nebo Paul Simon. Řadu let působil jako pedagog na univerzitě University of Wisconsin v Madisonu, kde vyučoval hru na kontrabas, historii jazzu a improvizaci.
Zemřel 6. září 2023 ve věku 93 let.